# گلوبین
گلوبین (انگلیسی: Globin) نام گروهی از پروتئینهای حلقوی هستند.

## پروتئینهای بدن انسان
پروتئینهای بدن انسان به سه گروه اصلی پروتئینهای غشایی (غشای سلول)، پروتئینهای حلقوی و پروتئینهای ساختاری یا فیبروز (مانند کلاژن، کراتین و الاستین) تقسیم می‌شوند. پروتئینهای حلقوی شامل دو گروه اصلی گلوبین‌ها و آلبومینها هستند. گلوبینها مانند هموگلوبین، میوگلوبین و گلوبولینها.
سه پروتئین اصلی خون عبارتند از گلوبولینها، آلبومینها و فیبرینوژن.